# Bob Godfrey
Robert John „Bob“ Godfrey MBE (* 27. Januar 1921 in Maitland, New South Wales, Australien; † 21. Februar 2013) war ein britischer Animator, Filmproduzent und Regisseur.

## Leben
Bob Godfrey wurde als Sohn britischer Eltern in Australien geboren, wohin diese nach dem Ende des Ersten Weltkriegs ausgewandert waren. Kurz darauf kehrte die Familie nach England zurück. Er wuchs in Ilford, Essex auf und besuchte dort die Schule. 1941 schloss er sich den Royal Marines an, bei denen er bis kurz nach dem Ende des Zweiten Weltkriegs diente. 1947 heiratete er und erhielt eine Anstellung bei David Hand, einem ehemaligen Mitarbeiter von Walt Disney; er wurde jedoch kurz darauf wieder entlassen.
Er erhielt Ende der 1940er Jahre eine Anstellung im Animationsstudio Larkins und arbeitete dort mehrere Jahre als Zeichner. Danach gründete er zusammen mit einigen Mitstreitern die Produktionsgesellschaft Biographic, wo in den 1950er und bis Mitte der 1960er Jahre hauptsächlich Werbespots entstanden. 1964 gründete er Bob Godfrey’s Movie Emporium und produzierte neben Trickfilmen auch Real-Kurzfilme. Für den Zeichentrick-Kurzfilm Henry 9 ’til 5 erhielt er 1971 seinen ersten Britischen Filmpreis. Zwei Jahre später war er für Kama Sutra Rides Again erstmals für den Oscar nominiert. 1976 erhielt er den Oscar für den besten animierten Kurzfilm für Great. 1980 und 1994 erhielt er jeweils eine weitere Oscarnominierung und 1984 seinen zweiten BAFTA Award.
1986 wurde er für seine Verdienste um die Filmindustrie zum MBE ernannt. Sein Cousin ist der Schriftsteller und Drehbuchautor A.C.H. Smith.

## Auszeichnungen
- 1971: BAFTA Award für Henry 9 ’til 5
- 1973: Oscarnominierung für Kama Sutra Rides Again
- 1976: BAFTA Award für Great
- 1976: Oscar für Great
- 1980: BAFTA-Nominierung, Bester Kurzfilm, für Dream Doll
- 1980: Oscarnominierung für Dream Doll
- 1981: BAFTA-Nominierung für Bio Woman
- 1984: BAFTA Award, Bester Kurzfilm, für Henry’s Cat
- 1994: Oscarnominierung für Small Talk